# Psilotrichum kirkii
Psilotrichum kirkii är en amarantväxtart som först beskrevs av John Gilbert Baker, och fick sitt nu gällande namn av Charles Baron Clarke. Psilotrichum kirkii ingår i släktet Psilotrichum och familjen amarantväxter. Inga underarter finns listade i Catalogue of Life.